# Bolívar (tỉnh Colombia)
Bolívar là một tỉnh của Colombia. Tỉnh được đặt tên theo một trong chín tiểu bang ban đầu của Các bang thống nhất Colombia. Tỉnh nằm ở phía bắc của đất nước, mở rộng gần như Bắc-Nam từ bờ biển Caribbea tại Cartagena gần cửa sông Magdalena, sau đó về phía nam dọc theo bờ sông giáp giới với tỉnh Antioquia. Các tỉnh Sucre và Córdoba nằm về phía tây, và tỉnh Atlántico là ở phía bắc và phía đông (hầu hết các biên giới được hình thành bởi các Canal del Dique). Qua sông Magdalena về phía đông là tỉnh Magdalena. Lá cờ của tỉnh rất giống với lá cờ của Lithuania.
Tỉnh lỵ là Cartagena, thành phố quan trọng khác bao gồm Magangué và Turbaco.

## Provinces and Municipalities
| 1. Cicuco 2. Hatillo de Loba 3. Margarita 4. Santa Cruz de Mompox 5. San Fernando 6. Talaiga Nuevo 1. Arjona 2. Arroyo Hondo 3. Calamar 4. Cartagena 5. Clemencia 6. Mahates 7. San Cristobal 8. San Estanislao 9. Santa Catalina 10. Santa Rosa 11. Turbaco 12. Turbana 13. Villanueva | 1. Altos del Rosario 2. Barranco de Loba 3. Brazuelo de Papayal 4. El Peñón 5. Regidor 6. Rio Viejo 7. San Martín de Loba 1. Arenal del Sur 2. Cantagallo, Bolívar 3. Morales 4. Norosí 5. San Pablo 6. Santa Rosa del Sur 7. Simití | 1. Achí 2. Magangué 3. Montecristo 4. Pinillos 5. San Jacinto del Cauca 6. Tiquisio 1. El Carmen de Bolívar 2. Córdoba 3. El Guamo 4. María La Baja 5. San Jacinto 6. San Juan Nepomuceno 7. Soplaviento 8. Zambrano |